# روزنامه اتحاد
اتحاد نشریه دوهفتگی انجمن اتحاد تبریز در دوره مشروطه اول که مشروطه‌خواه و میانه‌رو بود و محمدعلی خان تربیت آن را در سال ۱۳۲۶ قمری در تبریز منتشر می‌کرد.